# Publicación de información aeronáutica

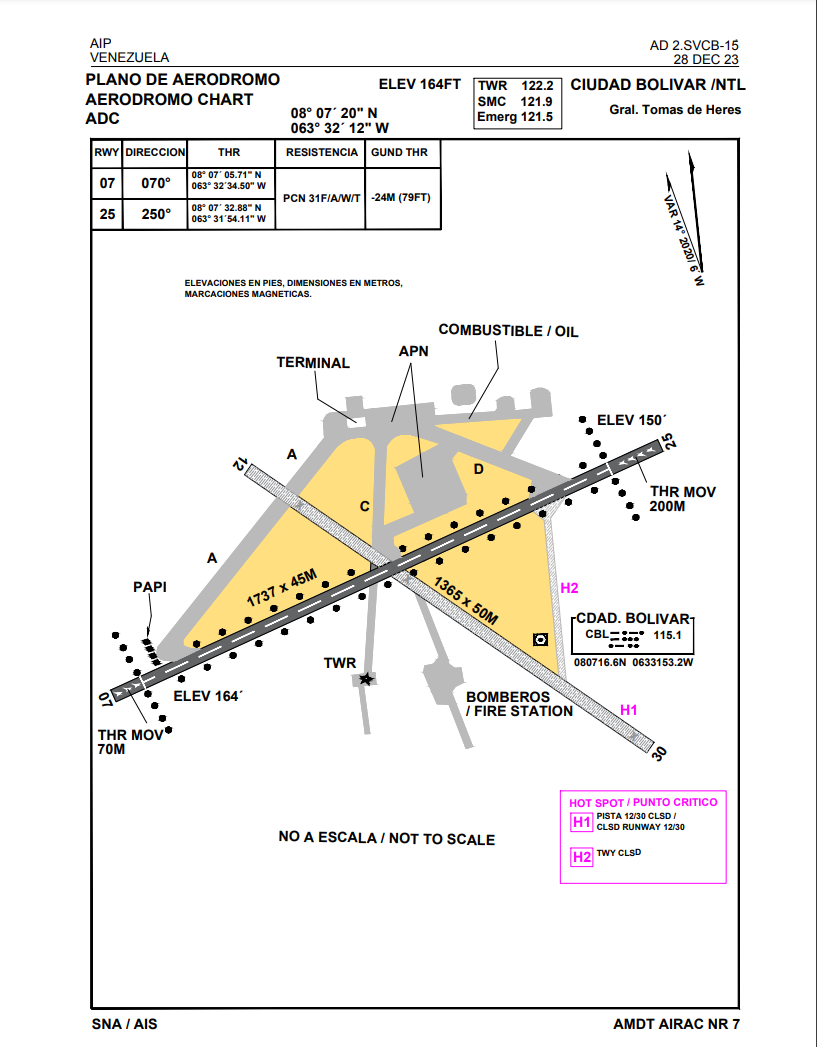
Carta del Aeropuerto General Tomás de Heres, Ciudad Bolívar, Venezuela

Una publicación de información aeronáutica, más conocida por las siglas AIP (del inglés: Aeronautical Information Publication), es una publicación editada por las autoridades competentes en aviación civil (o por quien estas designen) que contiene información aeronáutica de carácter esencial para la navegación aérea. Se diseñan para que sean un manual que contenga detalles de leyes, procedimientos operativos, servicios disponibles o cualquier otra información que necesite una aeronave que sobrevuele el país en particular al que se refiere el AIP.

## AIS
Una AIP se integra dentro de un Aeronautical Information Services (AIS) o Servicio de Información Aeronáutica, que es la fuente gubernamental de autoridad única para recolectar, validad, almacenar, mantener y diseminar los datos aeronáuticos relativos a un Estado para apoyar las actividades de aviación en tiempo real.
El AIS suministra la información aeronáutica necesaria para que las operaciones aéreas se desarrollen con seguridad, regularidad y eficiencia. Toda esa información se publica y distribuye desde los servicios centrales de Navegación Aérea de forma global como "paquete de documentación integrada de información aeronáutica", compuesto por:
- AIP: Publicación de Información Aeronáutica, que incorpora información permanente relativa a los servicios, instalaciones, normativa y procedimientos que afectan a las operaciones aéreas que se realicen en el espacio aéreo.
- Suplementos y enmiendas al AIP.
- Aeronautical Information Circulars (AIC) o Circulares de Información Aeronáutica. Son notificaciones relativas a la seguridad, la navegación, los asuntos técnicos, administrativos o legales.[3]
- NOTAM.
- AIP es un documento en el cual podemos encontrar toda la información relativa de un aeropuerto.

## AIRAC fechas de vigencia (ciclo de 28 días)
| #  | 2004*  | 2005   | 2006   | 2007   | 2008*  | 2009   | 2010   | 2011   | 2012*  | 2013   | 2014   | 2015   | 2016*  | 2017   | 2018   | 2019   |
| -- | ------ | ------ | ------ | ------ | ------ | ------ | ------ | ------ | ------ | ------ | ------ | ------ | ------ | ------ | ------ | ------ |
| 01 | 22 ene | 20 ene | 19 ene | 18 ene | 17 ene | 15 ene | 14 ene | 13 ene | 12 ene | 10 ene | 09 ene | 08 ene | 07 ene | 05 ene | 04 ene | 03 ene |
| 02 | 19 feb | 17 feb | 16 feb | 15 feb | 14 feb | 12 feb | 11 feb | 10 feb | 09 feb | 07 feb | 06 feb | 05 feb | 04 feb | 02 feb | 01 feb | 31 ene |
| 03 | 18 mar | 17 mar | 16 mar | 15 mar | 13 mar | 12 mar | 11 mar | 10 mar | 08 mar | 07 mar | 06 mar | 05 mar | 03 mar | 02 mar | 01 mar | 28 feb |
| 04 | 15 abr | 14 abr | 13 abr | 12 abr | 10 abr | 09 abr | 08 abr | 07 abr | 05 abr | 04 abr | 03 abr | 02 abr | 31 mar | 30 mar | 29 mar | 28 mar |
| 05 | 13 may | 12 may | 11 may | 10 may | 8 may  | 7 may  | 6 may  | 5 may  | 3 may  | 2 may  | 1 may  | 30 abr | 28 abr | 27 abr | 26 abr | 25 abr |
| 06 | 10 jun | 09 jun | 08 jun | 07 jun | 05 jun | 04 jun | 03 jun | 02 jun | 31 may | 30 may | 29 may | 28 may | 26 may | 25 may | 24 may | 23 may |
| 07 | 08 jul | 07 jul | 06 jul | 05 jul | 03 jul | 02 jul | 01 jul | 30 jun | 28 jun | 27 jun | 26 jun | 25 jun | 23 jun | 22 jun | 21 jun | 20 jun |
| 08 | 05 ago | 04 ago | 03 ago | 02 ago | 31 jul | 30 jul | 29 jul | 28 jul | 26 jul | 25 jul | 24 jul | 23 jul | 21 jul | 20 jul | 19 jul | 18 jul |
| 09 | 02 sep | 01 sep | 31 ago | 30 ago | 28 ago | 27 ago | 26 ago | 25 ago | 23 ago | 22 ago | 21 ago | 20 ago | 18 ago | 17 ago | 16 ago | 15 ago |
| 10 | 30 sep | 29 sep | 28 sep | 27 sep | 25 sep | 24 sep | 23 sep | 22 sep | 20 sep | 19 sep | 18 sep | 17 sep | 15 sep | 14 sep | 13 sep | 12 sep |
| 11 | 28 oct | 27 oct | 26 oct | 25 oct | 23 oct | 22 oct | 21 oct | 20 oct | 18 oct | 17 oct | 16 oct | 15 oct | 13 oct | 12 oct | 11 oct | 10 oct |
| 12 | 25 nov | 24 nov | 23 nov | 22 nov | 20 nov | 19 nov | 18 nov | 17 nov | 15 nov | 14 nov | 13 nov | 12 nov | 10 nov | 09 nov | 08 nov | 07 nov |
| 13 | 23 dic | 22 dic | 21 dic | 20 dic | 18 dic | 17 dic | 16 dic | 15 dic | 13 dic | 12 dic | 11 dic | 10 dic | 08 dic | 07 dic | 06 dic | 05 dic |

Nota: * = año bisiesto contiene los 29 de febrero de 2004, 2008, 2012, 2016, etc.